# Fuengirola
Fuengirola este un oraș în Spania.